# Sénaillac-Latronquière
Sénaillac-Latronquière (okzitanisch: Senalhac de la Tronquièra) ist eine französische Gemeinde mit 129 Einwohnern (Stand: 1. Januar 2022) im Département Lot in der Region Okzitanien (vor 2016: Midi-Pyrénées). Sie gehört zum Arrondissement Figeac und zum Kanton Lacapelle-Marival.

## Geographie
Sénaillac-Latronquière liegt etwa 24 Kilometer westsüdwestlich von Aurillac und etwa 23 Kilometer nordnordwestlich von Figeac. Umgeben wird Sénaillac-Latronquière von den Nachbargemeinden Sousceyrac-en-Quercy im Norden und Westen, Labastide-du-Haut-Mont im Osten, Latronquière im Süden sowie Gorses im Süden und Südwesten.
Im Gemeindegebiet liegt ein Naherholungs- und Freizeitgebiet am Stausee Lac du Tolerme, der vom gleichnamigen Fluss Tolerme gespeist wird.

## Bevölkerungsentwicklung
| Jahr      | 1962 | 1968 | 1975 | 1982 | 1990 | 1999 | 2006 | 2011 | 2018 |
| Einwohner | 278  | 264  | 189  | 196  | 169  | 145  | 152  | 140  | 138  |

Quellen: Cassini und INSEE

## Sehenswürdigkeiten
- Kirche Sainte-Cécile
- Mühle von Sénaillac